# 1929 في كندا
فيما يلي قوائم الأحداث التي وقعت خلال عام 1929 في كندا.

## سياسة

### تعيين في المنصب
- 9 سبتمبر – جيمس توماس ميلتون أندرسون Premier of Saskatchewan [الإنجليزية]‏.

### انتهاء فترة المنصب
- 1 يناير – آرثر إليس عمدة أوتاوا [الإنجليزية]‏.
- 1 يناير – سام ماكبرايد عمدة تورونتو [الإنجليزية]‏.
- 9 سبتمبر – جيمس غارفيلد غاردينر Premier of Saskatchewan [الإنجليزية]‏.

## مواليد

### يناير
- 1 يناير – آرثر بي ديمبستر رياضياتي أمريكي.
- 1 يناير – باسيل إتش جونستون كاتب كندي.[1]
- 1 يناير – بيل ماسون[2]
- 1 يناير – توم راسيل لاعب هوكي جليد كندي.
- 1 يناير – جلان كريستيان لاعب كرة قدم أمريكي.
- 1 يناير – جيري لندن
- 1 يناير – دونا جيلمور رياضية كندية.
- 1 يناير – غريتا دالي
- 1 يناير – هنري سيرز[3]
- 1 يناير – ويليام كامبل سياسي كندي.
- 11 يناير – بيتر ديل سكوت
- 20 يناير – بات ماهوني سياسي كندي.[4]
- 20 يناير – لورني ريد
- 21 يناير – بيل نوري سياسي كندي.
- 23 يناير – جون بونيل سياسي كندي.

### فبراير
- 2 فبراير – بروس كيربي
- 2 فبراير – دونالد روب لاعب هوكي جليد كندي.
- 10 فبراير – ريتشارد ألين سياسي كندي.
- 10 فبراير – لوسيان كارون سياسي كندي.
- 14 فبراير – فال أندرسون سياسي كندي.
- 18 فبراير – أندريه ماتيو ملحن كندي.[5]
- 23 فبراير – كلود يفبفر سياسي كندي.
- 28 فبراير – فرانك جيري مهندس معماري.[6]

### مارس
- 7 مارس – فرانك كينغ لاعب هوكي جليد كندي.
- 8 مارس – داريل ديوك[7]
- 18 مارس – هنري وو سياسي كندي.
- 19 مارس – آن إليزابيث كارسون شاعرة كندية.
- 20 مارس – ويليام أندرو ماكاي
- 21 مارس – جو نولان لاعب هوكي جليد كندي.
- 24 مارس – ماريانا أوغالاغر كاتبة كندية.
- 28 مارس – فرنسيس دوفور سياسي كندي.
- 31 مارس – لي باترسون ممثل كندي.[8]

### أبريل
- 8 أبريل – والتر ك. كارتر سياسي كندي.[9]
- 15 أبريل – هيو بولتون لاعب هوكي جليد كندي.[10]
- 29 أبريل – موريس سترونج رائد أعمال كندي.[11]

### مايو
- 1 مايو – شيرلي كار نقابية كندية.
- 4 مايو – دون سميث لاعب هوكي جليد كندي.
- 7 مايو – ألان فلمنج مصمم جرافيك كندي.[12]
- 10 مايو – أنطونين مالييت[13]
- 13 مايو – أل أدير سياسي كندي.
- 14 مايو – باربارا براندن كاتبة كندية.[14]
- 16 مايو – كلود مورين[15]
- 26 مايو – ألفرد كونز ملحن كندي.[16]
- 28 مايو – دوغ مكاي لاعب هوكي جليد كندي.
- 28 مايو – شاين ريمر ممثل وكاتب سيناريو كندي.[17]
- 30 مايو – جورج مكمان سياسي كندي.

### يونيو
- 7 يونيو – والتر وير سياسي كندي.[18]
- 11 يونيو – رون كيلي
- 14 يونيو – جوني ويلسون لاعب هوكي جليد كندي.
- 14 يونيو – دوغلاس روش سياسي كندي.[19]
- 15 يونيو – راي إنرايت لاعب كرة قدم كندي.
- 16 يونيو – فرانك سوليفان لاعب هوكي جليد كندي.
- 20 يونيو – إدغار برونفمان سينيور رائد أعمال من الولايات المتحدة الأمريكية.[20]
- 26 يونيو – فلويد مارتن لاعب هوكي جليد كندي.
- 27 يونيو – إتش يان ماكدونالد عالم اقتصاد كندي.

### يوليو
- 3 يوليو – بياتريس بيكار ممثلة كندية.[21]
- 5 يوليو – غافين ليندسي لاعب هوكي جليد كندي.
- 7 يوليو – ميخائيل ريد مصوّر سينمائي كندي.[22]
- 12 يوليو – جيمس سنو سياسي كندي.[23]
- 23 يوليو – ألان هاي كيميائي كندي.[24]
- 23 يوليو – جاك ريتشاردسون[25]
- 25 يوليو – جود بوكانان سياسي كندي.[26]
- 29 يوليو – ليال هانسون سياسي كندي.
- 30 يوليو – بيل ديفيس سياسي كندي.[27]
- 31 يوليو – راي فريدريك لاعب هوكي جليد كندي.
- 31 يوليو – غيليس كارل

### أغسطس
- 3 أغسطس – دونالد آدم هارتمان سياسي كندي.
- 5 أغسطس – فرانك يونغ[28]
- 19 أغسطس – ليونارد إيفانز سياسي كندي.
- 27 أغسطس – إرفينغ شوارتز
- 28 أغسطس – رون ميلر قافز بالزانة كندي.

### سبتمبر
- 5 سبتمبر – رونالد نورمان دالبي مهندس كندي.
- 10 سبتمبر – ميشيل بيلانجر مصرفي كندي.
- 16 سبتمبر – ستان ستيفنز سياسي أمريكي.[29]
- 18 سبتمبر – أل ميلر لاعب هوكي جليد كندي.
- 26 سبتمبر – جون رودس سياسي كندي.

### أكتوبر
- 1 أكتوبر – جون روبرت إيفانز طبيب كندي.
- 2 أكتوبر – بيتر برونفمان[30]
- 2 أكتوبر – روبرت هوي سياسي كندي.[31]
- 7 أكتوبر – غرايم فيرغسون مخرج أفلام كندي.
- 14 أكتوبر – إيفون داريل[32]
- 15 أكتوبر – دونالد بي. غيليز
- 18 أكتوبر – فيوليت كينغ هنري محامية كندية.
- 22 أكتوبر – روجر فورنير كاتب كندي.[33]
- 24 أكتوبر – ميشلين بوشومين فنانة كندية.
- 24 أكتوبر – هوبير أكوين كاتب كندي.[34]
- 31 أكتوبر – جاك إليس سياسي كندي.[35]

### نوفمبر
- 2 نوفمبر – ريتشارد تيلور فيزيائي كندي.[36]
- 2 نوفمبر – فيك هاو لاعب هوكي جليد كندي.[37]
- 4 نوفمبر – جاك رادفورد سياسي كندي.
- 7 نوفمبر – هيو ديمبسي مؤرخ كندي.
- 11 نوفمبر – دونالد باركر حكم كندي.
- 12 نوفمبر – إريك فوجت فيزيائي كندي.
- 16 نوفمبر – هارولد هيرلي لاعب هوكي جليد كندي.[38]
- 19 نوفمبر – نورمان كانتور مؤرخ كندي.[39]
- 24 نوفمبر – هاري أوليفر برادلي سياسي كندي.[40]
- 28 نوفمبر – إيف مورين سياسي كندي.[41]

### ديسمبر
- 8 ديسمبر – جون أندرسون لاعب كرة قدم اسكتلندي.[42]
- 10 ديسمبر – مايكل سنو فنان كندي.[43]
- 13 ديسمبر – كريستوفر بلامر ممثل كندي.[44]
- 14 ديسمبر – فريدريك هنري درّاج طريق كندي.
- 19 ديسمبر – رون كارون[45]
- 23 ديسمبر – باتريك واتسون[46]
- 24 ديسمبر – ريد سوليفان لاعب هوكي جليد كندي.
- 25 ديسمبر – جاك شيلدز سياسي كندي.[47]
- 29 ديسمبر – ليو جوردن سياسي كندي.
- 30 ديسمبر – رالف ستيوارت سياسي كندي.[48]

## وفيات

### يناير
- 6 يناير – جورج هنري موراي (مواليد 1861) سياسي كندي.
- 6 يناير – موريس ماكدونالد سايمور (مواليد 1857)
- 14 يناير – الكسندر واربورتون (مواليد 1852) سياسي كندي.[49]
- 19 يناير – إدوارد تشارلز باورز (مواليد 1845) سياسي كندي.[50]

### فبراير
- 6 فبراير – جيمس جونسون (مواليد 1855) سياسي كندي.
- 8 فبراير – ريتشارد فرانكلين برستون (مواليد 1860) سياسي كندي.[51]
- 24 فبراير – فنسنت مريديث (مواليد 1850) رجل أعمال كندي.

### مارس
- 29 مارس – هيو جون ماكدونالد (مواليد 1850) سياسي كندي.[52]

### أبريل
- 4 أبريل – فرنسيس كونروي سوليفان (مواليد 1882) مهندس معماري كندي.[53]

### مايو
- 23 مايو – جيمس لويس (مواليد 1854) سياسي كندي.

### يونيو
- 3 يونيو – جون موريسون جيبسون (مواليد 1842) سياسي كندي.
- 23 يونيو – ويليام ستيفنز فيلدينغ (مواليد 1848) سياسي كندي.[54]

### يوليو
- 27 يوليو – جون فرانكلين الكسندر سترونج (مواليد 1856) سياسي أمريكي.[55]

### أغسطس
- 6 أغسطس – ماري ماكلاني (مواليد 1881) كاتبة أمريكية.[56]

### سبتمبر
- 1 سبتمبر – ويليام جيمس باول (مواليد 1854) سياسي كندي.[57]
- 4 سبتمبر – دينا بيلانجر (مواليد 1897) عازفة بيانو كندية.[58]
- 16 سبتمبر – روبرت بريت (مواليد 1851) سياسي كندي.[59]

### أكتوبر
- 10 أكتوبر – إليجاه مكوي (مواليد 1844) مهندس أمريكي.[60]
- 22 أكتوبر – ويليام الكسندر وير (مواليد 1858) سياسي كندي.[61]

### نوفمبر
- 11 نوفمبر – جيمس روب (مواليد 1859) سياسي كندي.[62]
- 21 نوفمبر – أغار آدمسون (مواليد 1865)[63]

### ديسمبر
- 8 ديسمبر – جورج فرازير كير (مواليد 1895) عسكري كندي.[64]